# Люксембурзький трамвай
Люксембурзький трамвай — трамвайна транспортна мережа, яка працювала у місті Люксембург в 1875—1964 рр. Друге покоління трамваїв почало працювати в грудні 2017 року за новим маршрутом, завершеним у березні 2025 року, який пролягає від аеропорту Люксембурга до ділового району Клош д'Ор у Гаспериху, обслуговуючи новий національний стадіон, через залізничні станції Пфаффенталь-Кірхберг і Люксембург.

## Історія
Першу лінію ввели в експлуатацію в 1875 Електрифікація відбулася в 1908 р. Мережу послідовно розширювали, в 1930-х роках мережа мала завдовжки 31 км та обслуговувала 10 ліній. Ліквідація мережі розпочалась в 1952 році через збільшення автомобільного руху та численних одноколійних дільниць. В 1964 році трамвайну мережу ліквідовано та замінено автобусною мережею..
Першу чергу нового маршруту відкрито у два етапи, з 10 грудня 2017 року, вздовж авеню Джона Ф. Кеннеді, повз Європейський район, де розташовано багато установ ЄС, перед тим, як закінчити на Мосту великої княгині Шарлотти. Тоді відкрито Фунікулер Пфаффенталь-Кірхберг що дозволяє пасажирам спуститися до залізничної станції Пфаффенталь-Кірхберг.Другий етап першої черги було відкрито 27 липня 2018 року і подовжено лінію через міст великої княгині Шарлотти до площі Етуаль у кварталі Лімпертсберг
Починаючи з 13 грудня 2020 року, по відкриттю другої черги продовжено рух через історичний квартал Оберштадт, через міст Адольфа, уздовж Авеню де ла-Ліберте до залізничного вокзалу Люксембург. Роботи з розширення та зміцнення мосту Адольфа, вперше відкритого в 1903 році, для розміщення трамвайної колії були завершені в липні 2017 року, під новим мостом розташовані нова велосипедна та пішохідна смуги.
На третьому етапі, що відбувся 13 грудня 2020 року, лінію продовжили до історичного кварталу Віль-От, через міст Адольфа, вздовж авеню де-ла-Ліберте, і далі до залізничного вокзалу Люксембург для пересадки на національні та міжнародні потяги.Роботи з розширення та зміцнення мосту Адольфа, вперше відкритого в 1903 році, для розміщення трамвайної колії було завершено в липні 2017 року, з новою велосипедною та пішохідною смугами.
Четвертий етап, у вересні 2022 року, продовжив лінію від центрального вокзалу до Бонневуа.
7 липня 2024 року подовжено лінію на південний захід від Бонневуа, через залізничну станцію Говальд до ділового району Клош-д'Ор, Гасперіх, і далі до нового національного стадіону.
Остання фаза маршруту, завершена 2 березня 2025 року, подовжила лінію на схід від трамвайного депо на краю Кірхберга до Зеннінгерберга перед тим, і далі до аеропорту Люксембург.

## Рухомий склад
21 вагон CAF Urbos було поставлено у 2017 році, ще 12 замовлено у 2018 році. Вони мають довжину 45 м, ширину 2,65 м, висоту 3,6 м, 75 місць і здатні перевезти до 422 пасажирів на максимальній швидкості 70 км/год. Щоб подолати розрив у 3,6 км у контактній мережі 750 В постійного струму між трамвайною зупинкою «Роут Брéк — Пафендалль» у Кірхберзі (приблизно 160 метрів на схід від мосту Великої княгині Шарлотти) та центральним залізничним вокзалом, трамваї використовують акумулятори.